# Supercoppa italiana 2019 (beach soccer)
La Supercoppa italiana 2019 si è disputata l'8 agosto 2019 a Catania. È stata la sedicesima edizione di questo trofeo ed è stata vinta dal Terracina per la quarta volta.

## Tabellino
| Arbitro: | Romani, Balacco, Pavone, Gosetto (ITA) |

| |                      |                                                                                                |
| Llorenç Sciacca Zurlo                                                                                              | Tiri di rigore 2 – 3 | Carotenuto Frainetti Duarte                                                                    |
| · Andrade · Paterniti · Corosiniti · Chiavaro · Sciacca · Palmacci · Fred · Palazzolo · Catarino · Llorenc · Zurlo | Formazioni           | Costa Monti Pasquali Duarte Alla Dmais Borelli Hodel Carotenuto Frainetti Mucciarelli Giordani |
| Fabricio Santos | Allenatori           | Angelo D’Amico                                                                                 |